# Loïs Abouly
Loïs Abouly (Bourg-Saint-Maurice, 7 ottobre 2001) è una sciatrice alpina francese.

## Biografia
Originaria di Les Belleville e attiva dal novembre del 2017, in Coppa Europa Loïs Abouly ha esordito il 17 gennaio 2019 in Val di Fassa in discesa libera (49ª) e ha conquistato il primo podio il 3 dicembre 2024 a Zinal in slalom gigante (3ª); ha debuttato in Coppa del Mondo il 21 dicembre 2024 a Sankt Moritz in supergigante (44ª). Non ha preso parte a rassegne olimpiche o iridate.

## Palmarès

### Coppa Europa
- Miglior piazzamento in classifica generale: 18ª nel 2025
- 1 podio:
  - 1 terzo posto